# Xã Salem, Quận Auglaize, Ohio
Xã Salem (tiếng Anh: Salem Township) là một xã thuộc quận Auglaize, tiểu bang Ohio, Hoa Kỳ. Năm 2010, dân số của xã này là 498 người.